# Akodon torques
Akodon torques és una espècie de mamífer rosegador de la família dels cricètids. És endèmic del sud-est del Perú, on viu a altituds d'entre 2.000 i 3.500 msnm. Els seus hàbitats naturals són els boscos montans humits (tant primaris com secundaris), els boscos nans i els herbassars i camps de conreu propers als boscos. És una espècie en risc mínim, és a dir, no sembla que hi hagi cap amenaça significativa per a la seva supervivència. El seu nom específic, torques, significa ‘garlanda’ en llatí.